# Felix von Meyendorff

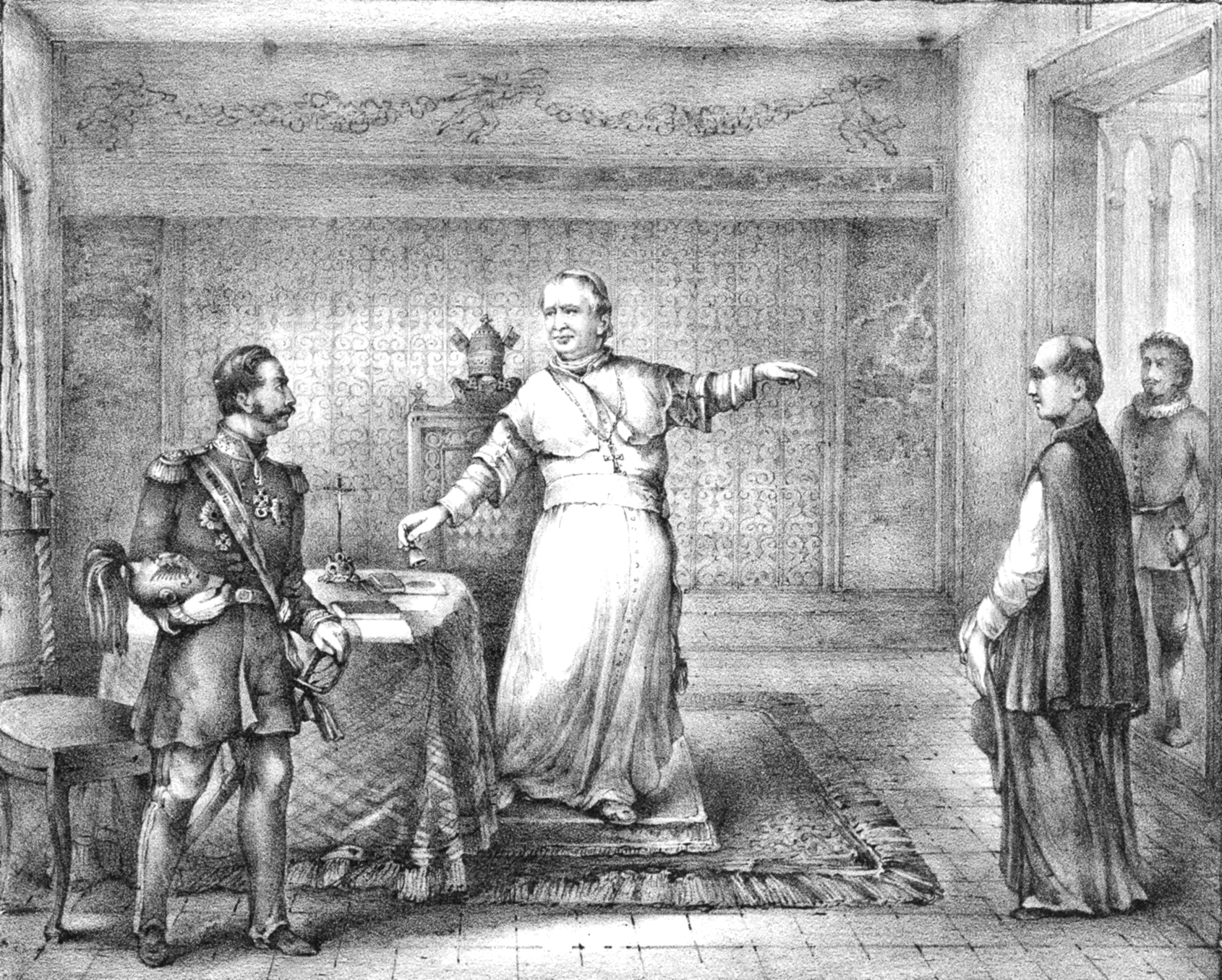
Die Ausweisung des russischen Gesandten Felix von Meyendorff durch Papst Pius IX.

Felix von Meyendorff, vollständig Baron Friedrich Adeldagus Felix von Meyendorff russisch Феликс Казимирович Мейендорф, Feliks Kasimirowitsch Meiendorf (* 12. Januarjul. / 24. Januar 1834greg. in Mitau; † 4. Januar 1871 in Stuttgart) war ein russischer Diplomat und Gutsherr auf Klein-Roop (heute Mazstraupe, Lettland).

## Leben und Wirken
Meyendorff stammte aus dem deutsch-baltischen Adelsgeschlecht der von Meyendorff und war der Sohn von Baron Kasimir von Meyendorff (* 1794; † 1854) auf und seiner Frau Eulalie, geb. Lepreux (* 1802; † 1890). Peter von Meyendorff war sein Onkel.
Er besuchte die St.-Petri-Schule in St. Petersburg und trat in den russischen diplomatischen Dienst ein. Sein erster Auslandsposten war Legationssekretär an der Gesandtschaft in Berlin. Ab 1858 war er in gleicher Eigenschaft an der Gesandtschaft in Stuttgart tätig. 1862, nach einer Reise nach Ägypten, wurde er Legationsrat in Rom und war hier ab 1864 Geschäftsträger. Beim päpstlichen Neujahrsempfang 1866 kam es wegen der Behandlung der römisch-katholischen Kirche in Polen zu einer heftigen Szene zwischen Papst Pius IX. und Meyendorff. In der Folge wurden am 9. Februar die diplomatischen Beziehungen abgebrochen, und am 13. März verließ Meyendorff Rom.
Ab 1867 war er Gesandter in Weimar. 1870 wurde er Gesandter in Karlsruhe, starb jedoch schon im Januar 1871.
Seit 1857 war er mit Olga Fürstin Gortschakow (* 1838; † 1926) verheiratet, einer Tochter von Fürst Michail Dmitrijewitsch Gortschakow. Das Paar hatte vier Söhne, Peter (* 1858 in Stuttgart; † 1918 in Kopenhagen), Michael (* 1861 in Stuttgart; † 1941 in Kopenhagen), Clemens (* 1863 in Rom; † 1885 durch Suizid in St. Petersburg) und den späteren Duma-Vizepräsidenten Alexander von Meyendorff (* 1869 in Baden-Baden; † 1964 in London). Die Meyendorffs waren seit 1863 mit Franz Liszt bekannt und hatten sich in der Weimarer Zeit mit ihm angefreundet. Nach dem Tod ihres Mannes zog Olga von Meyendorff daher mit den Kindern nach Weimar. Ihre Freundschaft mit Liszt vertiefte sich noch.